# Аквариани
Акварианите (на гръцки наричани Hydroparastatae или „тези, които предлагат вода“) са християни, които замествали виното с вода за Евхаристията. Заради това Флавий Теодосий в своя указ от 382 г. ги класифицира като отделна секта, наред с Манихеите, които също отбягвали вино и съгласно неговия кодекс подлежат на смърт.
Други наименования, използвани спрямо тях, са Енкратити („Отсъстващи“) и Ебионити. 